# Lorenzo Quadri
Lorenzo Quadri (Sorengo, 5 novembre 1974) è un politico svizzero.

## Biografia
Lorenzo Quadri è nato a Sorengo nel 1974 da una famiglia originaria di Canobbio.
Dopo essersi diplomato al Liceo di Lugano 2 si laurea in diritto all'Università di Berna nel 1999, dopo la laurea entra nella redazione de Il Mattino della Domenica, settimanale della Lega dei Ticinesi.
Nel 2003 entra nella Lega dei Ticinesi e viene eletto nel Gran Consiglio del Ticino dove è stato rieletto nel 2007.
Nel 2008 è stato eletto municipale del comune di Lugano.
Nel 2011 è stato eletto assieme a Roberta Pantani al Consiglio Nazionale, il parlamento svizzero.
Nel 2013 è stato rieletto nel municipio del comune di Lugano.